# Protaktinium
Protaktinium är ett radioaktivt grundämne som tillhör aktiniderna. Ämnet bildas ur uran och övergår i aktinium.

## Historik
Protaktinium identifierades för första gången 1913, då Kasimir Fajans och Oswald Helmuth Göhring upptäckte den kortlivade isotopen Pa-234m (halveringstid omkring 1,17 minuter) under sina studier av sönderfallet av U-238. De gav det nya grundämnet namnet brevium, vilket 1918 ändrades till protoaktinium då två forskargrupper (ledda av Otto Hahn och Lise Meitner i Tyskland respektive Frederick Soddy och John Cranston i Storbritannien) oberoende av varandra upptäckte Pa-231. Namnet blev 1949 slutligen protaktinium.

## Egenskaper
Av protaktinium finns 15 kända isotoper med masstal från 225 till 238 och halveringstider mellan 2 sekunder och 32 500 år. Rent protaktium är en gråvit, glänsande metall som inte oxideras i luft. Den är hälsovådlig och saknar teknisk betydelse.

## Förekomst
Protaktinium finns i mycket små mängder i jordskorpan, huvudsakligen i pechblände där det bildas genom radioaktivt sönderfall av uran 235.